# Le Daily Star
Pour les articles homonymes, voir Daily Star.
Le Daily Star est la quatre-vingt-neuvième histoire de la série Lucky Luke par Morris, Xavier Fauche et Jean Léturgie. Elle est publiée pour la première fois du no 2424 au no 2427 du journal Spirou, puis est publiée en album en 1984 aux éditions Dargaud comme no 22.

## Résumé
Horace Greeley est un jeune journaliste d'une intégrité rare, parti dans l'Ouest avec sa Washington Impériale N°3. Rencontrant Lucky Luke, il s'installe à Dead End City et y fonde un journal qu'il nomme Le Daily Star. Le jeune Horace ne tarde pas à s'y faire des amis mais aussi des ennemis acharnés, car la vérité ne plaît pas à tout le monde.
En effet, l'épicier Fenweek, le barman O'Callagan et le croque-mort Fiddlededee ne voient pas d'un bon œil la distribution du journal, causant du tort à leurs affaires respectives en dénonçant les abus de toutes sortes (prix élevés, alcools frelatés, etc.). Ils décident de riposter en sabotant le Daily Star, mais c'est sans compter sur Lucky Luke, protecteur d'Horace, qui veille.
Les trois crapules engagent alors Blanckett, un faux-monnayeur, afin de se servir de sa presse et éditer leur propre journal, l'Epitaph, tout en imprimant de faux billets pour s'enrichir. Malgré la concurrence, Greeley et Luke parviennent à prendre le dessus par la qualité de leurs informations, poussant ainsi la rédaction de l' Epitaph à attaquer les deux hommes de front.
Ils enlèvent d'abord Pipo, livreur d'Horace, puis tentent sans succès de faire sauter les bureaux du Star. les bandits essaient ensuite de supprimer Luke, mais ce dernier, aidé d'Horace, parvient à les arrêter et les fait enfermer pour leur trafic de fausse-monnaie. Lucky Luke libère également Pipo, enthousiasmé par l'aventure et prêt à en faire un article.
Luke quitte ensuite Dead End City, laissant Greeley tracer son destin de pionnier du journalisme.

## Personnages
- Lucky Luke
- Jolly Jumper
- Horace P. Greeley : journaliste, rédacteur en chef et directeur du Daily Star.
- Fenweek : épicier de Dead End City qui décide d'éliminer le Daily Star par tous les moyens, après que le journal a dénoncé ses prix exorbitants.
- O'Callagan : patron du saloon qui vend de l'alcool frelaté, il s'allie à Fenweek et Fiddlededee pour créer l'Epitaph, un journal concurrent.
- Fiddlededee : croque-mort de Dead End City qui s'allie avec Fenweek et O'Callagan pour éliminer le Daily Star.
- Jack: livreur de papier qui devient l'homme de main de Fenweek, O'Callagan et Fiddlededee.
- Pipo : jeune livreur pour le Daily Star, son vrai nom est Albert Londres.
- Samuel Blanckett : faux-monnayeur qui devient imprimeur pour l'Epitaph.

## Publication

### Album
Éditions Dargaud, no 22, 1984.

## Adaptation
Cet album a été adapté dans la série animée Lucky Luke, diffusée pour la première fois en 1991.

## Source
- www.lucky-luke.com, « Lucky Luke » (consulté le 12 août 2008)
- www.bedetheque.com, « Lucky Luke » (consulté le 12 août 2008)
- www.bdoubliees.com, « Lucky Luke » (consulté le 12 août 2008)